# 금곡역 (부산)
금곡역(Geumgok station, 金谷驛)은 대한민국 부산광역시 북구 금곡동에 있는 부산 도시철도 2호선의 전철역이다. 동원역과 같이 바로 옆에 경부선 선로가 나란히 놓여 있다. 이 역부터 양산역까지 지상 구간이며, 이 역부터 장산역까지 부산광역시 구간이다.

## 역사
- 1999년 6월 30일 : 부산 도시철도 2호선 개통과 함께 영업 개시

## 역 구조
2면 2선식 상대식 승강장이 있는 지상 고가역으로 운영된다. 스크린도어가 설치되어 있다. 개찰구가 승강장별로 분리되어 있어 개찰구를 통과하지 않고 반대편 승강장으로 건너 갈 수 없다.
1, 2, 3, 4, 5번 출구는 지하도 형태로 되어 있다. 6번 출구에는 양산 방면 승강장을 육교로 연결한 바로타 개찰구가 설치되어 있다. 다만 대합실을 이용한 반대편 승강장으로 이동하는 것이 불가능하기 때문에 장산 방면은 호포역에서 장산행으로 갈아타야 되는 단점이 있다.

### 승강장
| 동원↑ |
| \| 상 |
| ↓호포 |

| 상행 | ● 부산 도시철도 2호선 | 덕천·서면·해운대·장산 방면             |
| 하행 | ● 부산 도시철도 2호선 | 호포·부산대양산캠퍼스·남양산·양산 방면 |

## 역 주변
- 금곡주공1단지아파트
- 축산물위생검사소
- 금곡꽃박물관
- 부산광역시 교통연수원
- 부산광역시 인재개발원
- 부산여성가족개발원
- 부산광역시 소방학교
- 금곡119안전센터

## 승차량 변동
| 역 노선 | 승차 인원 | 승차 인원 | 승차 인원 | 승차 인원 | 승차 인원 | 승차 인원 | 승차 인원 | 승차 인원 | 승차 인원 | 승차 인원 | 승차 인원 | 승차 인원 | 승차 인원 | 승차 인원 | 각주  |
| 역 노선 | 2002년    | 2003년    | 2004년    | 2005년    | 2006년    | 2007년    | 2008년    | 2009년    | 2010년    | 2011년    | 2012년    | 2013년    | 2014년    | 2015년    | 각주  |
| ------- | --------- | --------- | --------- | --------- | --------- | --------- | --------- | --------- | --------- | --------- | --------- | --------- | --------- | --------- | ----- |
| 2호선   | 2438      | 2612      | 2566      | 2583      | 2611      | 2450      | 2159      | 2163      | 2191      | 2356      | 2494      | 2484      | 2570      | 2655      | [ 1 ] |

## 사진

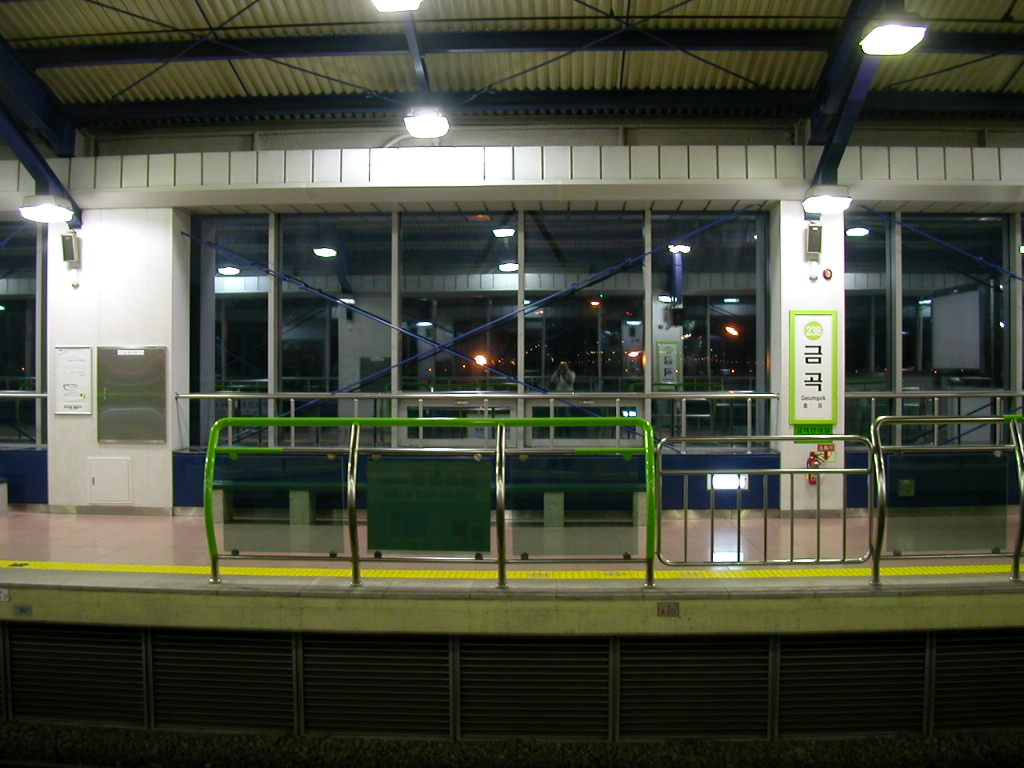
승강장 (스크린도어 설치 전)

- 승강장
(스크린도어 설치 전)

## 인접한 역
| 부산 도시철도 2호선 | 부산 도시철도 2호선   | 부산 도시철도 2호선 |
| ------------------- | --------------------- | ------------------- |
| 237 동원 장산 방면  | ● 부산 도시철도 2호선 | 239 호포 양산 방면  |